# Wilson Rodríguez Amezqueta
Wilson Enrique Rodríguez Amezqueta (22 de febrer de 1994) és un ciclista colombià, professional des del 2016. Actualment corre a l'equip Boyacá es Para Vivirla.

## Palmarès
- 2016
  - 1r a la Volta a Portugal del Futur